# Étienne Lodého
Étienne Lodého, né le 23 février 1953 à Lisieux dans le Calvados, est un peintre et graveur français,.

## Biographie
Né en 1953, Étienne Lodého passe son enfance et sa scolarité à Saint-Pierre-des-Ifs dans l'Eure, où ses parents sont agriculteurs, et à Lisieux. À l'issue de ses études secondaires, il entre à l'École des Arts-Appliqués au lycée de Sèvres de 1969 à 1972 (section Décor mural) et s'inscrit à l'atelier de gravure de Montparnasse de Jean Delpech (Cours du soir pour adultes de la ville de Paris) en 1972, fréquenté également par Érik Desmazières, Yves Doaré, François Houtin, Didier Mazuru, Philippe Mohlitz, ou Georges Rubel. De 1974 à 1978 il suit à l'École nationale supérieure des Beaux-Arts de Paris les cours de gravure de Jacques Lagrange et ceux d'anatomie de Pol Le Cœur et François Fontaine. Il est lauréat de la 49e promotion (1978-1979) de la Casa de Velázquez à Madrid, .
Il a été membre de cette génération de graveurs (Hélène Csech, Dado, Erik Desmazières, Yves Doaré, François Houtin, Lunven, Alain Margotton, Didier Mazuru, Mockel, Philippe Mohlitz, Jacques Moreau dit « Le Maréchal », Moreh, Georges Rubel, Velly, Klaus Dietrich...) que Michel Random rassembla en un mouvement appelé Art visionnaire. La plupart de ces artistes ont été exposés par la galerie Michèle Broutta, (Paris 15e) et leurs œuvres tirées dans l'atelier de René Tazé (Paris 10e).
Il a enseigné la gravure et la peinture dans les Ateliers d'Art de Viroflay de 1985 à 2018, et à l'École d'Arts Plastiques de Lisieux depuis 1984.
C'est à Viroflay qu' il rencontre le peintre, collectionneur et éditeur Robert Altmann (1915-2017), fondateur des éditions Brunidor (Vaduz), qui fit l’acquisition d’une collection d'œuvres et édita trois de ses estampes dans sa série de cartes postales d'artistes en 1987 et 1991,.
La gravure au burin et le dessin demeurent ses principaux modes d'expression. Ces dernières années sa manière s'est considérablement épurée. Travaillant principalement les visages à partir de dessins rapidement exécutés sur le vif dans les lieux publics, il s'attache à moduler sa ligne en un trait continu avec les pleins et les déliés de la calligraphie.
Il vit à Saint-Pierre-des-Ifs (Eure) en Normandie.

## Expositions individuelles et collectives
- 1975 : Gravures 75 : Doaré, Jeanne, Lodého, Rauch, Sosolic - Galerie Fontaine, Paris (VIIIe)[12]
- 1978 : Étienne Lodého, burins-dessins - La Nouvelle Gravure, Paris (VIe)[13],[14]
- 1981 : Rouen-Madrid - Artistes normands de la Casa de Velázquez : Daniel Druet, François Herr, Sabine Krawczyk, Piere Le Cacheux, Étienne Lodého, Roselyne Masset-Lecocq, Robert Savary, Christian Sauvé, Gaston Sébire, Michel-Henri Viot, Annie Warnier - Musée des Beaux-Arts de Rouen[15]
- 1983 : Atelier Tazé - International Exlibris Centre, Sint-Niklaas (Belgique)[16]
- 1983 : Trois techniques : Quatre graveurs : Asada, Lodého, Mathieux-Marie, Guillon - Galerie Michèle Broutta, Paris (XVe)[17]
- 1984 : Étienne Lodého, peintures et aquarelles - Bibliothèque universitaire Jacques Delarue, Paris (VIe)[18]
- 1988 : Gravures d'aujourd'hui - Voûtes Poyennes, Bordeaux[19]
- 1990 : Quatorze graveurs contemporains - Louis-René Berge, Dévorah Boxer, Hélène Csech, Claude-Jean Darmon... - Musée du Vieux-Lisieux, Lisieux, et Musée Eugène-Boudin, Honfleur[20]
- 1991 :  E. Lodého : Aquatintes au sucre, acryliques sur papier - Galerie Michèle Broutta, Paris (XVe)[21]
- 1997 : Galerie Virus, Anvers (Belgique)[22]
- 2012 : Les Visionnaires - Panorama Museum, Bad Frankenhausen (Allemagne)[23]
- 2013 : Michèle Broutta, L’Edition exemplaire(s) - Musée du Dessin et de l’Estampe Originale, Gravelines[24]
- 2016 : Trait – Portrait - La Manufacture Bohin, Saint-Sulpice-sur-Risle[25]
- 2017 : Le Passage dans tous ses États (participation au Portfolio III)[26] ; Petits Formats pour Grands Vœux - Galerie Anaphora, Paris (Ve)
- 2018 : Passage et Polyptyque ; Corps en Mouvement[27] ; Petits Formats pour Grands Vœux - Galerie Anaphora, Paris (Ve)
- 2019 : D’un Passage à l’autre : continuités et ruptures[28] ; Petits Formats pour Grands Vœux - Galerie Anaphora, Paris (Ve)
- 2021 : Une image peut en cacher une autre - Galerie Anaphora Paris (Ve)[29]
- 2022 : Gustave Bertinot, graveur d'interprétation - Musée de Louviers (Eure)[30]
- 2022 : "TU" : Le Trait : Graveurs d'aujourd'hui - Atelier de la Fondation Taylor, Paris[31]
- 2023 : Les Arts imprimés - Galerie A l'Ecu de France, Viroflay[32]
- 2023 : Visionnaires d'hier, visionnaires d'aujourd'hui ? - Galerie Anaphora, Paris (Ve)[33]
- 2023 : De la Casa de Velázquez à la Normandie ; Artistes de l'Académie de France à Madrid 1928-2022 - Musée Villa Montebello, Trouville-sur-Mer[34],[35]

## Salons parisiens
- 1975-1980 : Salon de Mai
- 1977-1983-1997 : La Jeune Gravure Contemporaine
- 1980-1998 : Le Trait (Sociétaire)[36]
- 1989 : Salon d’Automne, Prix Jeune Gravure (Rétrospective de l’Œuvre Gravée)

## Collections publiques
- Fonds Départemental d'Art Contemporain, Orne
- Fonds régional d'art contemporain de Bretagne, Rennes
- Fonds national d'art contemporain, Paris
- Musée du dessin et de l'estampe originale, Gravelines
- Cabinet des estampes, Bibliothèque nationale, Paris
- Artothèque Antonin Artaud, Marseille
- Médiathèque André-Malraux, Lisieux
- Musée d'Art et d'Histoire de Lisieux
- Musée d'Art Moderne de Séoul
- Musée de Linkoping[37] et Norkoping, Suède
- Musée national d'Art de Stockholm, Suède

## Illustrations
- 1981 Quinze poèmes de Georg Trakl ; avant-propos et traduction d'Eugène Guillevic, Collection Les Cahiers Obsidiane, no 4, Obsidiane, Paris[38]
- 1987 Dominique de Eugène Fromentin, texte présenté et commenté par Anne-Marie Christin, dix illustrations et un hors texte gravé, Collection Lettres Françaises, Imprimerie Nationale, Paris[39]
- 1994 Sully, texte de Michel Déon, postface de Jean-Pierre Babelon. Une gravure originale collectif de six artistes, (tirage à 145 exemplaires sur vélin de Rives, in-folio). Edition OGC [Galerie Michèle Broutta], Paris[40]
- 1999 Les Trois Parques de Linda Lé, Edition Pocket, Paris[41]
- 2001 L'Asie et Nous, de Jean-Luc Domenach, Edition Desclée de Brouwer[42]
- 2002 Repères pour la Spiritualité de B. Descouleurs et Jean Vernette, Edition Desclée de Brouwer[43]
- 2012 Voix d"Encre no 48, Cinq encres de Chine[44]
- 2015 Animots, Poèmes de Jean Jacques Marimberg, Edition Carnets de Dessert de Lune, Bruxelles[45]
- 2023 Edmond Jabès : Dans la nuit d'encre et de sable, Les Carnets d'Eucharis, Roquebrune-sur-Argens[46]
- 2024 Un nouvel imaginaire, Cahiers Maria Szymanowska, Paris[47]

## Distinctions
- 1978 : Lauréat de la Casa de Velázquez (Madrid)[5]
- 1980 : Prix Wildenstein et Florence Gould, Académie des Beaux Arts de Paris[48].
- 1985 : Prix du Salon de la Gravure, Bayeux[49]
- 1988 : Prix de la jeune Gravure, Salon d’Automne, Grand Palais, Paris[21].
- 2001 : Prix Paul Gonnand, Gravure au Burin, Fondation Taylor[4].
- 2016 : Prix du Public, Trait-Portrait, La Manufacture Bohin[50].